# Lobophylliidae
Lobophylliidae es una familia de corales marinos hermatípicos, que pertenecen al orden Scleractinia, dentro de la clase Anthozoa. 
Esta familia se crea en 2009, a tenor de los análisis filogenéticos moleculares presentados en 2008 por Fukami et al., que demostraron que la tradicional familia Mussidae comprendía un grupo polifilético, con clados claramente separados. 
Los géneros de la familia incluyen especies solitarias y coloniales, con reproducción asexual intracalicular mayoritariamente. Los corallum, o esqueletos de las colonias, pueden ser meandroides, faceloides o flabelo-meandroides. Los dientes de los septa son, con frecuencia, triangulares, teniendo pobremente desarrollada la calcificación secundaria de los ejes, con granulaciones redondeadas difusas, microestructura variada, ocasionalmente formando amplios lóbulos paliformes, con columella trabecular, usualmente esponjosa.

## Géneros
El Registro Mundial de Especies Marinas incluye los siguientes géneros en la familia:
- Acanthastrea. Milne Edwards & Haime, 1848
- Cynarina. Brüggemann, 1877
- Echinomorpha. Veron, 2000
- Echinophyllia. Klunzinger, 1879
- Homophyllia. Brüggemann, 1877
- Lobophyllia. de Blainville, 1830
- Micromussa. Veron, 2000
- Moseleya. Quelch, 1884
- Oxypora. Saville-Kent, 1871
- Parascolymia. Wells, 1964
- Sclerophyllia Klunzinger, 1879
- Symphyllia. Milne Edwards & Haime, 1848

Especies aceptadas como sinonimia:
- Acanthastraea Milne Edwards & Haime, 1848 aceptada como Acanthastrea Milne Edwards & Haime, 1848
- Australomussa Veron, 1985 aceptada como Parascolymia Wells, 1964
- Lithophyllia Milne Edwards, 1857 aceptada como Scolymia Haime, 1852
- Oxyphyllia Yabe & Eguchi, 1935 aceptada como Echinophyllia Klunzinger, 1879
- Protolobophyllia Yabe & Sugiyama, 1935 aceptada como Cynarina Brüggemann, 1877
- Rhodocyathus Bourne, 1905 aceptada como Cynarina Brüggemann, 1877